# Ernest Léger
Ernest Léger (ur. 27 lutego 1944 w Haute-Aboujagane) – kanadyjski duchowny rzymskokatolicki, w latach 1997-2002 arcybiskup Moncton.

## Życiorys
Święcenia kapłańskie przyjął 11 marca 1968. 27 listopada 1996 został prekonizowany arcybiskupem Moncton. Sakrę biskupią otrzymał 29 stycznia 1997. 16 marca 2002 zrezygnował z urzędu.